# Muzeum Radia Wrocław
Muzeum Radia Wrocław – muzeum działające przy rozgłośni Radia Wrocław w budynku Polskiego Radia przy ul. Karkonoskiej 10 we Wrocławiu. 
Muzeum zostało założone w 2001 roku z inicjatywy Jerzego Rezlera – byłego realizatora dźwięków. W ramach wystawy prezentowane są przedmioty związane z historią radiofonii: radioodbiorniki, mikrofony, aparatura pomiarowa, emisyjna i odsłuchowa oraz inne wyposażenie studia radiowego, a także pamiątki po wrocławskich radiowcach. Istnieje również możliwość odsłuchania niemieckich i polskich audycji radiowych, zgromadzonych w tutejszej Taśmotece.